# Ricardo Gomes de Mendonça
Ricardo Gomes de Mendonça (né le 30 janvier 1990) est un athlète paralympique brésilien qui concours en compétition de para-athlétisme aux épreuves de sprint de 100 m et 200 m de la catégorie handicap T37. Il est champion paralympique au 100 m à Paris 2024.

## Biographie
Ricardo Gomes de Mendonça, résidant à Itaperuna est venu au para-athletisme en 2019 à la suite d'un accident de travail qui lui laisse des séquelles neurologiques au bras droit et à la jambe droite en 2014. Très atteint psychologiquement, il se retrouve avec une médication excessive. Son médecin et ami, lui conseille alors de reprendre le sport. Il reprend ses études et suit les cours en éducation physique à la FUNiTA (Fundação Universitária de Itaperuna). Il remporte deux titres de champion universitaire avec un record national en 100 m. Sur le circuit d'athlétisme de Caixa, il remporte trois médailles.  En 2021, il quitte Rio et commence à s'entraîner au centre de référence du Comité technique paralympique de São Paulo,.

### Carrière sportive
Ses performances en 200 m lui permettent d'obtenir une place pour les Jeux paralympiques d'été de 2020 de Tokyo. Il y remporte la médaille d'or en 100 m T37 tandis que dans l'épreuve du 200 m, il se classe troisième, terminant derrière le vainqueur Nick Mayhugh et l'athlète russe Andrei Vdovin.

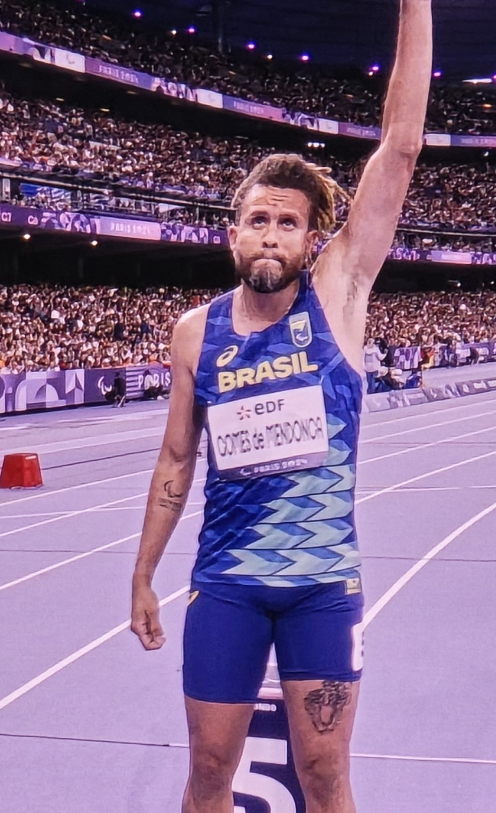
Ricardo Gomes de Mendonça au départ du 200 m T37 (Paris 2024)

Aux Jeux parapanaméricains de Santiago du Chili, il obtient une médaille d'or au 100 m.
Il remporte une médaille d'or dans l'épreuve du 100 m T37 aux championnats du monde d'athlétisme handisport 2023 à Paris devançant le l'athlète indonésien Saptoygo Purnomo et le brésilien Christian Gabriel Luiz da Costa. Lors de cette finale, il bat le record des championnats en 11 s 21, record qu'il venait de battre en qualification,. Il remporte l'or aussi aux championnats du monde d'athlétisme handisport 2024 de Kobe, au Japon.
Ricardo Gomes de Mendonça participe aux Jeux paralympiques d'été de 2024 à Paris, en France, où il se qualifie le 30 août 2024 pour la finale du 100 m en catégorie T37, finale qu'il remporte le même jour avec un temps de 11 s 04,. Dans cette même course, deux autres brésiliens se classent respectivement aux quatrième et cinquième places (Christian Gabriel Luiz da Costa en 11 s 45 et Edson Cavalcante en 11 s 47). Le 6 septembre, il se qualifie pour la finale du 200 m de la même catégorie et prend la médaille d'argent le lendemain lors de celle-ci devancé par l'athlète neutre Andrei Vdovin et devançant son compatriote Christian Gabriel Luiz da Costa.